# José-Junior Matuwila
José-Junior Matuwila (* 20. September 1991 in Bonn) ist ein deutsch-angolanischer Fußballspieler auf der Position eines Innenverteidigers. Sein Cousin José Pierre Vunguidica ist ebenfalls Profifußballspieler und als solcher angolanischer Nationalspieler. Matuwila steht aktuell beim FSV Frankfurt unter Vertrag.

## Karriere

### Karrierebeginn beim TuS Mayen und Zeit als Koblenzer Leihspieler
José-Junior Matuwila wurde am 20. September 1991 in Bonn als Sohn angolanischer Eltern geboren. Diese waren 1989 als Flüchtlinge des Bürgerkriegs in Angola nach Deutschland gekommen. Seine Karriere als Fußballspieler begann er bereits im Jahre 1994 bei den TuS Bambinis beim TuS Mayen aus der von Koblenz rund 30 Kilometer entfernten rheinland-pfälzischen Stadt Mayen. Dort durchlief er bis 2007 sämtliche Nachwuchsspielklassen, ehe er es im Sommer 2007 in den Jugendbereich der TuS Koblenz schaffte. Dort startete er anfangs ebenfalls in der U-17-Mannschaft, für die er zuletzt auch in Mayen spielte. Nach nur einem Jahr stieg er im Sommer 2008 zur U-19-Mannschaft auf und gehörte dieser nachfolgend für zumindest zwei Spielzeiten an. Im Sommer 2010 wurde er an die mit ihrer ersten Mannschaft in der sechstklassigen Rheinlandliga vertretenen SG Eintracht Lahnstein verliehen und kam für diese zwischen Mitte August und Mitte September 2010 zu sechs Ligaeinsätzen und zwei -toren. Sein Debüt im Herrenfußball gab er dabei am 15. August 2010 beim 3:3-Heimremis gegen die SG Zell, als er von Trainer Akın Çaglar Kılıç von Beginn an eingesetzt und ab der 23. Spielminute durch Maurice Görges ersetzt wurde. Ab dem Jahresbeginn 2011 wurde Matuwila auch für ein halbes Jahr an seinen ehemaligen Ausbildungsverein TuS Mayen verliehen. Über Einsätze bzw. die genaue Anzahl dieser für die ebenfalls in der Rheinlandliga vertretenen Herrenmannschaft ist nichts bekannt.

### Regelmäßige Einsätze bei TuS Koblenz II
Nach seiner Rückkehr nach Koblenz gehörte er dem Kader der zweiten Mannschaft des Klubs an; diese agierte seit der Saison 2010/11 ebenfalls in der sechstklassigen Rheinlandliga. Mit der Mannschaft startete er schwach in die Saison 2011/12, wobei die ersten neun Meisterschaftspartien allesamt verloren wurden und TuS Koblenz II bereits am Ende des dritten Spieltages das Tabellenschlusslicht war. Erst in der zehnten Runde konnte der erste Sieg gefeiert werden. Anzumerken ist, dass das Team in den ersten 14 Runden zwölf Spiele verlor und nur zwei gewann, ehe ein Erfolgslauf begann und von den restlichen 20 Partien nur mehr zwei verloren wurden. Der Linksfuß wurde in 28 der 34 möglichen gewesenen Ligaspielen vermehrt auf der linken Seite als Abwehr- oder Mittelfeldspieler eingesetzt und steuerte einen Treffer bei. Aufgrund einer Bänderdehnung fiel er im Winter 2011/12 kurzzeitig aus, erspielte sich jedoch im Frühjahr einen Startplatz. Zum Saisonende hin tat sich ein neuerlicher Vereinswechsel Matuwilas zu einem/einer weiteren TuS auf.

### Stammspieler beim TuS Erndtebrück
Somit wechselte er im Sommer 2012 zum TuS Erndtebrück in die Oberliga Westfalen, eine der vierthöchsten Spielklassen Deutschlands. Vom ehemaligen Profispieler und nunmehrigen Fußballtrainer Peter Cestonaro wurde er gleich ab Beginn der Spielzeit 2012/13 als Stammkraft in der Abwehrreihe des Oberligisten eingesetzt. Vermehrt spielte der deutsch-angolanische Akteur als Linksverteidiger, kam aber auch auf der rechten Abwehrseite und im Mittelfeld zum Einsatz. Bis zur 28. Spielrunde war er unangefochtener Stammspieler und verpasste lediglich zwei Partien, in denen er uneingesetzt auf der Ersatzbank saß. Nachdem er allerdings am 5. Mai 2013 bei einer 2:4-Heimniederlage gegen Westfalia Herne kurz vor Spielende eine rote Karte erhielt, wurde er in weiterer Folge für vier Ligaspiele gesperrt und fand danach bis zum Saisonende lediglich ein einziges Mal zurück in die Stammformation. In drei weiteren Partien saß er uneingesetzt auf der Ersatzbank. Am Ende belegten die Erndtebrücker, nachdem sie zwischenzeitlich sogar auf dem ersten Tabellenplatz rangierten, den vierten Platz und waren zehn Punkte von einem Aufstiegsplatz entfernt. Auch im Westfalenpokal 2012/13 kam Matuwila zu Einsätzen und schied mit seiner Mannschaft im Elfmeterschießen des Achtelfinales gegen den SC Rot-Weiß Maaslingen aus.
Unter dem ehemaligen Erndtebrück-Spieler Florian Schnorrenberg, der bis zu diesem Zeitpunkt die zweite Mannschaft des Klubs trainierte und in der Sommerpause vor der Spielzeit 2013/14 Peter Cestonaro als Trainer der ersten Mannschaft ablöste, kam Matuwila anfangs kaum zu Einsätzen und wurde nur wenig berücksichtigt. Erst in der neunten Runde fand er den Weg zurück in die Stammformation und blieb bis zur Winterpause in dieser. In diesem Zeitraum wurde er zehn Mal über die vollen 90 Minuten eingesetzt und kam auf eine Bilanz von zwei Treffern und einem Assist. Nach dem Start in das Frühjahr 2014 im Februar brachte es der angolanischstämmige Defensivspieler zu lediglich einem wenige Minuten dauernden Kurzeinsatz. Erst ab der 27. Runde war er wieder vermehrt im Einsatz und für einige Spiele wieder Stammkraft, ehe zum Saisonende hin seine Einsatzzeiten abermals abnahmen. Insgesamt war José-Junior Matuwila in der Saison 2013/14 in 20 Ligaspielen im Einsatz und verließ den Verein mit Saisonende aus familiären Gründen zurück in Richtung Koblenz.

### Ersatzspieler in Koblenz
In der rheinland-pfälzischen Universitätsstadt schloss er sich wieder seinem ehemaligen Jugendverein, der ihn auch an den Erwachsenenfußball herangeführt hat, an. Die erste Mannschaft der Koblenz, in seiner Jugendzeit noch ein Zweitligist, spielte mittlerweile nach einem Lizenzverzicht für die 3. Liga, in die man nach der Saison 2009/10 abgestiegen wäre, in der viertklassigen Regionalliga Südwest. Da der Vertrag erst gegen Ende August 2014 zustande kam, wurde Matuwila erst ab der fünften Meisterschaftsrunde eingesetzt. Unter Evangelos Nessos und dessen Nachfolger Petrik Sander fand er jedoch lediglich als Ersatzspieler Verwendung und saß des Öfteren ohne Einsatz auf der Bank. Über die gesamte Spielzeit 2014/15 hinweg kam Matuwila, der vielfach als Links- und Innenverteidiger eingesetzt wurde, jedoch auch andere Positionen innehatte, auf 20 Einsätze in der Regionalliga Südwest. Hinzu kamen auch noch vier Einsätze und eine Torvorlage für die zweite Mannschaft mit Spielbetrieb in der Matuwila bereits bestens bekannten Rheinlandliga sowie drei Auftritte im Rheinlandpokal. Einen Abstieg der ersten Mannschaft in die Oberliga Rheinland-Pfalz/Saar konnte auch der junge Defensivakteur nicht verhindern. Nachdem sein im Sommer 2015 auslaufender Vertrag in weiterer Folge nicht verlängert worden war, verließ der 23-jährige Abwehrspieler mit 1. Juli 2015 die Koblenzer und wurde vereinslos. Danach vergingen es etwas mehr als zwei Monate, ehe es zu einer abermaligen Verpflichtung Matuwilas durch die TuS Koblenz kam und er bis zum Sommer des nachfolgenden Jahres unter Vertrag genommen wurde.
Im ersten Spiel nach der neuerlichen Verpflichtung setzte ihn Petrik Sander noch als Ersatzspieler ein, wobei er in Minute 90 für Angelo Hauk auf das Spielfeld kam. Bereits im darauffolgenden Meisterschaftsspiel stand er erstmals in dieser Saison als Linksverteidiger in der Stammformation und behielt diese bis zum Ende der Spielzeit bei. Seltener auch als Innenverteidiger eingesetzt, absolvierte Matuwila jede einzelne Spielminute bis zum Saisonende. Bei zwei aufeinanderfolgenden Einsätzen im April 2016 gelang ihm jeweils ein Treffer; insgesamt war er in 25 Ligapartien im Einsatz und absolvierte ein Spiel im Rheinlandpokal. Im Vergleich zum vorangegangenen Jahr, als er bei 20 Einsätzen auf sieben gelbe Karten kam und mitunter eine Gelbsperre hinnehmen musste, kam er in dieser Spielzeit mit zwei gelben Karten verhältnismäßig glimpflich davon. Im Endklassement der Fußball-Oberliga Rheinland-Pfalz/Saar 2015/16 rangierten die Koblenzer mit lediglich zwei Niederlagen aus 32 Meisterschaftsspielen und 14 Punkten Vorsprung auf den SC Hauenstein, der Zweiter wurde, auf dem ersten Tabellenplatz und schafften somit den umgehenden Wiederaufstieg in die Regionalliga Südwest.

### Durchbruch mit Energie Cottbus
Nach dem neuerlichen Aufstieg in die Regionalliga Südwest kam Matuwila noch in der Sommerpause als Probespieler zu Energie Cottbus, deren erste Mannschaft ihren Spielbetrieb zu diesem Zeitpunkt in der Regionalliga Nordost hatte. Als vierter Innenverteidiger in die Saison gestartet, schaffte er es durch einen verletzungsbedingten Ausfall von Philipp Knechtel, der einen Kreuzbandriss erlitten hatte, und durch eine Gelb-Rot-Sperre von Malte Karbstein im Fünftrundenspiel gegen den BFC Dynamo in die Startelf der Lausitzer. Hier fiel er durch seine Leistung auf und wurde von Trainer Claus-Dieter Wollitz zum Stammspieler in der Cottbuser Innenverteidigung erkoren, wobei er in Zusammenarbeit mit Marc Stein, dem Kapitän der Cottbuser, eines der stärksten Abwehrduos der Liga bildete. In der Saison 2016/17 kam der Deutsch-Angolaner in insgesamt 30 Meisterschaftsspielen zum Einsatz und steuerte eine Torvorlage bei. Mit 15 erhaltenen gelben Karten war er zusammen mit Jonas Schmidt vom FSV 63 Luckenwalde einer von zwei Spielern, die die meisten gelben Karten in dieser Saison erhalten haben. Für Matuwila zog dies zwei Gelbsperren, eine dritte Gelbsperre, die er im letzten Saisonspiel aufgefasst hatte, kam aufgrund des Saisonendes nicht mehr zustande. Des Weiteren gewann er mit dem Klub den Brandenburgpokal, bei dem er in der Saison 2016/17 in den ersten fünf Partien eingesetzt wurde und das Finale, das in einem 2:0-Sieg über den FSV 63 Luckenwalde endete, uneingesetzt auf der Ersatzbank verbrachte. Bereits in der Winterpause vermeldete Wollitz die einsatzzahlenbezogene Vertragsoption bei Matuwila zu ziehen und seinen Vertrag zu verlängern, sobald er die benötigten Anzahl an Einsätzen erreicht hätte.
Nach seiner Vertragsverlängerung absolvierte er mit den Cottbusern eine noch erfolgreichere Spielzeit 2017/18. Wollitz setzte ihn weiterhin in der Stammformation ein, wobei der 1,86 m große Abwehrrecke auf 25 Ligaeinsätze und einen Treffer, sowie eine Torvorlage kam. Disziplinarisch verbesserte sich die Zahl der erhaltenen Karten, obwohl der Defensivakteur, der aufgrund muskulärer Probleme zwischen August und September 2017 verletzungsbedingt ausfiel und dadurch einige Spiele versäumte, dennoch negativ auffiel. Bereits früh in der Saison durch Gelb-Rot für ein Spiel gesperrt, erhielt er am 28. Januar 2018 bei einem 2:0-Sieg über Chemie Leipzig in der 39. Spielminute, nachdem er laut dem Schiedsrichter einen am Boden gelegenen Gegenspieler in den Bauch getreten haben soll, eine rote Karte und wurde in weiterer Folge vom Nordostdeutschen Fußballverband (NOFV) für drei Spiele gesperrt. Mit Energie Cottbus rangierte er am Saisonende mit 28 Siegen, fünf Unentschieden und einer einzigen Niederlage mit 31 Punkten Vorsprung auf den Zweitplatzierten auf dem ersten Tabellenplatz und schaffte damit problemlos den Aufstieg in den Profifußball. Des Weiteren gewann er mit den Cottbusern ein weiteres Mal den Brandenburgpokal, in dem er mittlerweile auch im Finalspiel zum Einsatz kam. Auch wurde er in der 1. Hauptrunde des DFB-Pokals 2017/18 gegen den Bundesliga-Klub VfB Stuttgart eingesetzt; Energie Cottbus schied erst im Elfmeterschießen gegen die Stuttgarter aus. In der wenige Tage nach dem Brandenburgpokalfinale folgenden Aufstiegsrunde um die Teilnahme an der 3. Liga gewann Matuwila mit seiner Mannschaft das Hinspiel mit 3:2, womit das 0:0-Remis im Rückspiel ausreichte und die Cottbuser in den Profifußball zurückkehrten.
Mit dem ersten Saisonspiel 2018/19 gab Matuwila, weiterhin als Stammkraft im Einsatz, sein Profidebüt, als er beim 3:0-Heimsieg über Hansa Rostock die vollen 90 Minuten als Innenverteidiger auf dem Spielfeld war. Der angolanischstämmige Abwehrspieler absolvierte 36 Ligaspiele, wurde mit dem Verein zum dritten Mal in Folge Brandenburger Pokalsieger und stieg mit ihm zum Saisonende wieder in die Regionalliga ab.

### Wechsel zum FCK
Der 1. FC Kaiserslautern sicherte sich im Sommer 2019 die Dienste Matuwilas und stattete ihn mit einem bis Juni 2021 gültigen Vertrag aus. Der Verteidiger stand zehnmal in der 3. Liga sowie je einmal im DFB- und im Rheinlandpokal auf dem Feld und wurde Ende Januar 2020 bis Saisonende an den Westregionalligisten Rot-Weiss Essen verliehen. Für diesen bestritt er zwei Spiele in der Regionalliga West, bevor er zurück nach Kaiserslautern kam. Im September 2020 wurde sein Wechsel in die Heimat seiner Eltern, Angola, bekannt.

### Zeit in Angola
Matuwila spielte von 2021 bis 2022 bei Petro de Luanda, für die er in der nationalen Liga Girabola sowie in der CAF Champions League auflief. In dieser Zeit absolvierte er auch drei Länderspiele für die Nationalmannschaft Angolas.

### Rückkehr nach Deutschland
Im Sommer 2022 wechselte Matuwila in die viertklassige Regionalliga Südwest zum FC 08 Homburg, den er jedoch nach einer Spielzeit wieder verließ, um sich dem Ligakonkurrenten FSV Frankfurt anzuschließen.

## Erfolge
- Meister der Oberliga Rheinland-Pfalz/Saar und Aufstieg in die Regionalliga Südwest: 2015/16
- Vizemeister der Regionalliga Nordost: 2016/17
- Sieger des Brandenburgpokals: 2016/17, 2017/18 und 2018/19
- Meister der Regionalliga Nordost und Aufstieg in die 3. Liga: 2017/18